# Michelle Perry
Michelle Perry (Granada Hills, Californië, 1 mei 1979) is een Amerikaanse hordeloopster, die gespecialiseerd is in de 100 m horden. Ze werd tweemaal wereldkampioene en Amerikaans kampioene op deze discipline. Soms beoefent ze ook de zevenkamp. In dit onderdeel werd ze veertiende op de Olympische Spelen van 2004 in Athene.
In 2005 won ze op het WK 2005 de wereldtitel op de 100 m horden(in een tijd van 12,66 seconden. Op de wereldkampioenschappen atletiek 2007 in Osaka verlengde ze haar titel op de 100 m horden, dit keer in een tijd van 12,46 seconden.

## Titels
- Wereldkampioene 100 m horden - 2005, 2007
- Amerikaanse kampioene 100 m horden - 2005

## Persoonlijke records
Outdoor
| Onderdeel    | Prestatie | Datum            | Plaats      |
| ------------ | --------- | ---------------- | ----------- |
| 100 m        | 11,34 s   | 2 maart 2007     | Melbourne   |
| 200 m        | 22,91 s   | 20 augustus 2004 | Athene      |
| 800 m        | 2.12,81   | 10 juli 2004     | Sacramento  |
| 100 m horden | 12,43 s   | 26 juni 2005     | Carson      |
| 400 m horden | 56,23 s   | 5 mei 2001       | Los Angeles |
| hoogspringen | 1,70 m    | 20 augustus 2004 | Athene      |
| verspringen  | 6,14 m    | 20 april 2001    | Azusa       |
| kogelstoten  | 12,07 m   | 16 april 2003    | Azusa       |
| speerwerpen  | 40,73 m   | 10 juli 2004     | Sacramento  |
| zevenkamp    | 6126 p    | 10 juli 2004     | Sacramento  |

Indoor
| Onderdeel   | Prestatie | Datum            | Plaats  |
| ----------- | --------- | ---------------- | ------- |
| 60 m horden | 7,86 s    | 12 februari 2006 | Leipzig |

## Palmares

### 100 m horden
Kampioenschappen
- 2005:  WK - 12,66 s
- 2005:  Wereldatletiekfinale - 12,54 s
- 2006:  Wereldatletiekfinale - 12,52 s
- 2007:  WK - 12,46 s

Golden League-podiumplekken
- 2005:  Golden Gala – 12,66 s
- 2005:  Weltklasse Zürich – 12,55 s
- 2006:  Golden Gala – 12,58 s
- 2006:  Weltklasse Zürich – 12,65 s
- 2006:  Memorial Van Damme – 12,55 s
- 2007:  Bislett Games – 12,70 s
- 2007:  Meeting Gaz de France – 12,56 s
- 2007:  Golden Gala – 12,44 s
- 2007:  Weltklasse Zürich – 12,68 s
- 2007:  Memorial Van Damme – 12,61 s
- 2007:  ISTAF – 12,67 s
- 2009:  Meeting Areva – 12,75 s

### Zevenkamp
- 2004: 14e OS - 6124 p